# Hyperwettbewerb
Hyperwettbewerb (englisch Hypercompetition) ist nach Richard A. D’Aveni eine Marktsituation, in der intensiver Wettbewerb auf der Basis schnell erschaffener Wettbewerbsvorteile vorherrscht, die ebenso schnell wieder verloren werden können. Solche Zustände finden sich typischerweise in fragmentierten Märkten.
Die Ursachen eines solchen Wettbewerbs liegen demnach vor allem an den sich ständig verändernden Marktschranken, der steigende Anzahl der Wettbewerber auf dem Markt, der Verkürzung der Produktlebenszyklen und der Produktinnovationen durch die bereits am Markt etablierten Anbieter.
Strategisch bedeuten solche Märkte eine große Herausforderung, da sich Wettbewerbsvorteile  schnell abschwächen und nicht nachhaltig sind. In der Folge sind häufige Strategiewechsel erforderlich. Die „Goldene Strategie“, welche auf Dauer einen Wettbewerbsvorsprung sichert, gibt es nicht und kann es nicht geben. Der Wettbewerb entwickelt sich zum „Hyperwettbewerb“, einem „über dem gewohnten Maß liegenden“ Konkurrenzkampf, bei dem sich das Geschäftsumfeld äußerst dynamisch entfaltet.

## Entstehung
Ökonomen diskutieren seit den 1990er Jahren über die Bedeutung der Marktstruktur, die durch die treibende Wirtschaftslage einer Volkswirtschaft beeinflusst wird. Vor allem die Signifikanz von Innovationen auf Veränderungen des statischen Marktgleichgewichts hin zum dynamischen Wettbewerb rückt immer mehr in den Vordergrund. Der dynamische Wettbewerb und das Streben nach Innovation und Imitation wurde bereits durch Joseph Schumpeter bekannt als Prozess der „schöpferischen Zerstörung“.
Der US-amerikanische Managementforscher und Professor für Strategie Richard A. D’Aveni, der 2007, 2009 und 2011 von The Times, CNN, Forbes, The Times of India und Harvard Business Review in der Thinkers50-Liste, einem Ranking der 50 einflussreichsten aktuellen Management-Denker der Welt, aufgeführt wurde, erweitert mit diesem Konzept die „schöpferische Zerstörung“ nach Schumpeter.

## Kennzeichen des Hyperwettbewerbs
D’Aveni beschrieb einige Charakteristika des Hyperwettbewerbs:
- Verfallszeit von Wettbewerbsvorteilen

Im Hyperwettbewerb kann die Zeit, während der man den Wettbewerbsvorteil am Markt genießt, abrupt enden. Folglich müssen die Unternehmen ihre vorhandenen Wettbewerbsvorteile laufend hinterfragen und evtl. auch auf diese verzichten, um Vorteile gegenüber anderen Marktteilnehmern zu erhalten. Somit wird eingewilligt, dass die vorhandenen Produkte durch neue Produkte ersetzt werden. 
- Verfallszeit von Markteintrittsbarrieren

Die Wirksamkeit der Marktschranken hält nur so lange an, wie der Wettbewerb diese für wirkungsvoll oder als eine Hürde auffasst. Des Öfteren ist es möglich, dass vorhandene Marktschranken überwunden werden können, falls die Konkurrenten hauptsächlich auf diese abzielen. 
- Überraschendes Agieren im Wettbewerb

Im Hyperwettbewerb müssen die Unternehmen außergewöhnlich und einfallsreich handeln. Das bedeutet, dass die nächste Aktion eines Unternehmens für die Konkurrenten nicht vorhersehbar sein darf. Denkt man zu einfach, ist die nächste Aktion leicht zu antizipieren. Deshalb sollten die Unternehmen immer überraschend agieren. Jedoch soll die Unvorhersehbarkeit die Unternehmen nicht dazu bringen, dass sie zu „verrückt agieren“. 
- Abnehmende Bedeutung der langfristigen Planung

Im Hyperwettbewerb ist die herkömmliche, langfristige Planung, welche langfristig anhaltende Wettbewerbsvorteile voraussetzt, nicht mehr gegeben. Betrachtet man einen längeren Zeitraum, gibt diese Planungsform keine Sicherheit. 
- Abnehmende Aussagekraft der SWOT-Analyse

Konzentriert man sich nur auf die Schwächen der Wettbewerber am Markt, kann dies fehlerhaft sein, da die Konkurrenz ihre Schwächen in Stärken umwandeln könnte. Aus diesem Grund können Diagnosen aus der SWOT-Analyse einen Anschein an die Marktteilnehmer vermitteln, die zu fehlerhaften Entscheidungen im Hyperwettbewerb führen. 
- Permanentes Suchen nach Chancen und Opportunitäten

Marktteilnehmer müssen dauerhaft nach neuen Optionen, Möglichkeiten und Chancen Ausschau halten, um sich gegen andere Marktteilnehmer durchsetzen zu können. Nichtsdestotrotz wird es immer komplexer, sich gegenüber dem Wettbewerb besser zu stellen.

## Unterschiede zwischen traditionellem Wettbewerb und Hyperwettbewerb
Der Hyperwettbewerb zeigt eine Veränderung gegenüber dem traditionellen Wettbewerb.
|                                           | Traditioneller Wettbewerb ...                                                           | Hyperwettbewerb ...                                                                                               |
| ----------------------------------------- | --------------------------------------------------------------------------------------- | --- |
| Fokus                                     | ... konzentriert sich auf das Verhalten der aktuellen und potenziellen Wettbewerber.    | ... konzentriert sich auf das Kundenverhalten, das Umfeld der Produktnutzung und andere Erfolgsunternehmen        |
| Marktregeln                               | ... spielt nach geläufigen Regeln des Marktgeschehens.                                  | ... sucht nach innovativen, unkonventionellen Spielregeln und neuen Opportunitäten.                               |
| Innovation                                | ... erreicht Innovation durch Produkterneuerung oder Produktverbesserung.               | ... erreicht Innovation durch Erneuerung des Geschäftsmodells und der Wertschöpfung.                              |
| Strategie                                 | ... will langfristige Wettbewerbsvorteile erreichen.                                    | ... will temporäre Vorteile im Wettbewerb erreichen.                                                              |
| Offenheit                                 | ... ist für die gesamte Kontrolle der Wertschöpfungskette offen.                        | ... eröffnet die Vernetzung mit den besten Bausteinanbietern einer Wertschöpfungskette.                           |
| Ressourcen                                | ... verwendet prioritär Kapital und Größe.                                              | ... verwendet prioritär Know-how, Innovation, Vernetzung.                                                         |
| Strategiethemen                           | ... achtet primär auf Chancen, Risiken, Stärken, Schwächen, Effektivität, Marktanteile. | ... achtet primär auf Aggressivität, Innovationen, Positionierung, Aufmerksamkeit, Branding, Design und Agilität. |
| Darstellung in Anlehnung an Ralph Scheuss |                                                                                         | |

## Wettbewerbsfelder
Im Hyperwettbewerb sollten die Unternehmen vier Wettbewerbfelder betrachten, damit für sie Chancen entstehen, profitable Geschäfte zu entwickeln. Weiterhin gibt es in diesen vier Feldern diverse Eskalationsstufen, die dazu führen, dass sich der Wettbewerb weiter dynamisiert und weiter zuspitzt. Der Wettbewerb verschärft sich auf jedem Schauplatz und wandert dann einen Schauplatz weiter. Dort nimmt die Debatte dann erneut ihren Lauf. Unternehmen fokussieren sich an erster Linie mit dem Wettbewerbsschauplatz Preis und Qualität, bis in diesem Schauplatz alle möglichen Strategien durchdacht worden sind. Dann begeben sie sich zum nächsten Schauplatz. Die Wettbewerbsschauplätze werden in folgender Reihenfolge durchlaufen:
1. Preis-Qualitäts-Wettbewerb
Die Kunden sind nicht darauf aus, das billigste Angebot für sich zu finden, sie suchen nach einer idealen Lösung zum niedrigsten Preis. Demnach findet in diesem Wettbewerbsfeld der Wettbewerb um das Wohlwollen der Konsumenten statt. Ein „Vorteil“ ergibt sich durch einen besseren subjektiven Nutzen und einem deutlich sichtbaren Wertzuwachs für den Konsumenten. 
2. Know-how-Wettbewerb
Sind alle Handlungsoptionen des Kosten- und Qualitätswettbewerbs ausprobiert worden, begeben sich die Marktteilnehmer zum Know-how-Wettbewerb. Hier wird durch Innovationen versucht, den Wettbewerber ständig zu übertreffen. 
3. Abschottungswettbewerb
Auf diesem Schauplatz stellen die bereits am Markt etablieren Unternehmen Marktschranken auf, um den Eintritt für neue Konkurrenten zu erschweren oder ganz zu verhindern.
4. Ressourcen basierter Wettbewerb
In der letzten Runde der Wettbewerbseskalation nutzen die finanziell stärkeren Unternehmen ihre Ressourcen, um kleinere, unerwünschte Wettbewerber aus dem Markt zu drängen. Die kleineren Unternehmen können Kartellklagen einreichen, um sich vor solchen Attacken zu schützen.

## Schlüsselelemente
Befindet sich ein Geschäftsmodell im Hyperwettbewerb, sind nach D’Aveni radikale strategische Maßnahmen zu verfolgen. Erfolgreiche Strategien müssen Überraschungseffekte hervorrufen und die Marktteilnehmer verwirren.
Der dynamische Strategieansatz besteht aus sieben Schlüsselelementen und ist die Voraussetzung für eine erfolgreiche Erschütterung des Marktgleichgewichtes:
1. Die überlegene Befriedigung der Bedürfnisse der Kunden und anderer Interessengruppen
Die Bedürfnisse der Konsumenten müssen besser betreut werden, als der Wettbewerb es tut. Um dies verwirklichen zu können, muss die Reaktion auf die Kundenbedürfnisse sehr schnell und detailliert erfolgen. Es muss eine sehr enge Beziehung zu den Kunden aufgebaut werden.
2. Strategisches Wahrsagen
Marktteilnehmer haben die Aufgabe, die Wünsche der Kunden vorauszuahnen, denn die Kunden sind nicht immer im Stande zu sagen, was sie sich als Nächstes wünschen. Strategisches Wahrsagen beinhaltet jedoch nicht nur das Vorhersagen der Trends für die Zukunft. Die Unternehmen müssen diese Trends auch selbst durch Technologieentwicklungen steuern und das Verhalten der Konkurrenten vorhersehen.
3. Positionierung im Markt als schneller Wettbewerber
Um im Hyperwettbewerb ein Vorteil zu erreichen, müssen die Unternehmen die Entscheidungen und Handlungen ihrer strategischen Überlegungen sehr schnell und aktiv gestalten.
4. Nutzung von Überraschungseffekten
Das Hauptaugenmerk des Konzeptes liegt bei den Überraschungseffekten. Durch diese Effekte kann es den Unternehmen gelingen, die Konkurrenten zu verwirren, die eigene Achtsamkeit zu erhöhen und somit einen Vorsprung zu schaffen.
5. Änderung der gewohnten Spielregeln
Die gewohnten Spielregeln müssen infrage gestellt werden. Dadurch können sich die Unternehmen Handlungsspielraum verschaffen und sich Gedanken über neue Konzepte machen. Hinterfragt man seine Gewohnheiten, können Vorteile durch gewinnbringende Innovationen entstehen.
6. Signalisieren der strategischen Absichten
Unter „Signal“ wird hier das Ankündigen der neuen strategischen Intentionen verstanden. Marktteilnehmer des Hyperwettbewerbs nutzen diese Signale strategisch, um früh genug die gewünschte Marktlage zu belegen und den potenziellen Konkurrenten klarzumachen, dass sie ihren Markt vor Angriffen schützen werden. Hyperwettbewerber geben ihr aggressives Verhalten gegenüber Konkurrenten bekannt, um sie zu verunsichern und Markteintritte zu verhindern.
7. Simultane und sequenzielle strategische Vorstöße
Durch simultane und sequenzielle strategische Vorstöße versuchen Hyperwettbewerber, die Konkurrenten zu lähmen, zu reizen, zu verwirren oder auch zu Fehlern zu verleiten.
Marktteilnehmer, die sich mit dem Systemkonzept beschäftigen, erlernen, wie man zu konkurrieren hat, nämlich indem man die Konkurrenz weiter anheizt. Marktteilnehmer zerstören die Wettbewerbsvorteile der Konkurrenten durch neue Ideen und bringen sie somit zur Verunsicherung. Das aggressive Verhalten und der Kampfgeist muss ins Unternehmen einbezogen werden. Das Ziel des Konzeptes ist es nicht, die gewünschte Position am Markt zu erreichen und dort standzuhalten, sondern die Konkurrenten aus dem Wettbewerb zu drängen. Unternehmen, die diesen Wettkampf nicht bestreiten, können nicht siegen.

## Beispiele
Ein Musterbeispiel für den Hyperwettbewerb ist die Smartphone-Branche. Hier sinken die Markteintrittsbarrieren erheblich. Ursache dafür sind Patente, die aber immer mehr an Bedeutung verlieren, da Klagen zwischen den Konkurrenten oftmals erfolglos bleiben. Der Produktlebenszyklus ist gering und die Imitation steigt. Wettbewerber müssen ständig nach neuen Innovationen Ausschau halten und ihre gegenwärtigen Wettbewerbsvorteile hinterfragen.
Der Smartphone-Hersteller Blackberry trat 1999 in den Markt und überzeugte durch hohe Sicherheitsstandards speziell Geschäftsleute. Bis ins Jahr 2009 entwickelte Blackberry mehrere erfolgreiche Smartphones, erhöhte kontinuierlich seinen Marktanteil und platzierte sich nach Nokia als zweiterfolgreichstes Unternehmen in der Smartphone-Branche. In den folgenden Jahren fehlten die Innovationen und der erfolgreiche Hersteller musste 2013 mit einem Verlust zwischen 950 und 995 Millionen Dollar rechnen. Zahlreiche Arbeitsstellen mussten abgebaut werden und die Aktienkurs fiel um 17 Prozent.
Ein weiteres Beispiel aus dieser Branche ist durch den Marktteilnehmer Nokia aus Finnland bekannt. Nokia investierte all seine Ressourcen für den Bereich der alten mobilen Telekommunikation und betrieben die Strategie der langfristigen Planung, um ihre Position als Marktführer zu verteidigen. Nokia bemerkte erst zu spät, dass ein ganz neuer Markt durch Smartphones entstanden war und verlor dadurch Marktanteile.
Diese Beispiele sollen veranschaulichen, dass selbst für große und erfolgsverwöhnte Marktteilnehmer, wie zum Beispiel Nokia oder Blackberry, Wettbewerbsvorteile aus der Vergangenheit keine Garantie für Gewinne in der Zukunft sind.

## Kritik
Es wurde kritisiert, dass nach D’Aveni keine langfristigen Wettbewerbsvorteile im Hyperwettbewerb erzielt werden könnten, sondern nur die Option zwischen einer eskalierenden, aggressiven und zerstörerischen Unternehmensstrategie und die des Ausscheidens eines Unternehmens aus dem Markt vorliege. Hier wird des Öfteren auf die (unternehmens-)ethischen Folgen eines derartigen Verhaltens verwiesen.
Des Weiteren wird kritisiert, dass das Konzept des Hyperwettbewerbs die Möglichkeit von „Zusammenarbeiten“ als eine sinnvolle, strategische Handlung für Unternehmen außer Acht ließe.